# Międzynarodowy Festiwal Filmowy w Mar del Plata
Międzynarodowy Festiwal Filmowy w Mar del Plata (hiszp. Festival Internacional de Cine de Mar del Plata) – coroczny festiwal filmowy odbywający się w Mar del Plata w Argentynie od 1954 roku. Jest akredytowany przez Międzynarodowe Stowarzyszenie Federacji Producentów Filmowych FIAPF jako jeden z piętnastu konkursowych festiwali filmowych na świecie. 
W latach 1971–1995 festiwal nie odbywał się ze względów politycznych i ekonomicznych po objęciu władzy przez juntę oficerów. Główna nagroda to Astor de Oro. Przyznawana jest za najlepszy film od 1959 roku. Łącznie jury co roku przyznaje ponad piętnaście nagród filmowych w różnych kategoriach.

## Lista nagrodzonych filmów
- 1959:  Tam, gdzie rosną poziomki (Smultronstället), reż. Ingmar Bergman
- 1960:  Most (Die Brücke), reż. Bernhard Wicki
- 1961:  Z soboty na niedzielę (Saturday Night and Sunday Morning), reż. Karel Reisz
- 1962:  Dni są policzone (I giorni contati), reż. Elio Petri
- 1963:  Ziemia aniołów (Angyalok földje), reż. György Révész
- 1964:  Towarzysze (I compagni), reż. Mario Monicelli
- 1965:  Czas obojętności (Gli indifferenti), reż. Francesco Maselli
- 1966:  Ja, Julinka i koniec wojny (Ať žije republika), reż. Karel Kachyňa
- 1968:  Bonnie i Clyde (Bonnie and Clyde), reż. Arthur Penn
- 1970:  Macunaíma, reż. Joaquim Pedro de Andrade
- 1971-1995: Festiwal nie odbył się z przyczyn politycznych.
- 1996:  Pies ogrodnika (El perro del hortelano), reż. Pilar Miró
- 1997:  Lekcja tanga (The Tango Lesson), reż. Sally Potter
- 1998:  Chmura i wschodzące słońce (ابر و آفتاب / Abr-O Aftaab), reż. Mahmoud Kalari
- 1999:  Śluby Deusa (As Bodas de Deus), reż. João César Monteiro
- 2001:  To ja, złodziej, reż. Jacek Bromski
- 2002:  Bolivar to ja (Bolívar soy yo), reż. Jorge Alí Triana
- 2003:  Rozstania (Separações), reż. Domingos de Oliveira
- 2004:  Buena Vida Delivery, reż. Leonardo Di Cesare
- 2005:  Wielka podróż (الرحلة الكبرى / Le grand voyage), reż. Ismaël Ferroukhi
- 2006:  Wieści z daleka (Noticias lejanas), reż. Ricardo Benet
- 2007:  Fikcja (Ficció), reż. Cesc Gay
- 2008:  Ciągle na chodzie (歩いても 歩いても / Aruitemo aruitemo), reż. Hirokazu Koreeda
- 2009:  Pięć dni bez Nory (Cinco días sin Nora), reż. Mariana Chenillo
- 2010:  Essential Killing, reż. Jerzy Skolimowski
- 2011:  Powrót do domu (Abrir puertas y ventanas), reż. Milagros Mumenthaler
- 2012:  Za wzgórzami (După dealuri), reż. Cristian Mungiu
- 2013:  Złota klatka (La jaula de oro), reż. Diego Quemada-Diez
- 2014:  Idź za moim głosem (Sesime Gel), reż. Hüseyin Karabey
- 2015:  W objęciach węża (El abrazo de la serpiente), reż. Ciro Guerra
- 2016:  Ludzie, którzy nie są mną (אנשים שהם לא אני / Anashim Shehem Lo Ani), reż. Hades Ben Aroya
- 2017:  Wajib (واجب‎), reż. Annemarie Jacir
- 2018:  Między morzem a oceanem (Entre dos aguas), reż. Isaki Lacuesta
- 2019:  Siła ognia (O que arde), reż. Oliver Laxe
- 2020:  Rok odkrycia (El año del descubrimiento), reż. Luis López Carrasco
- 2021:  W drogę! (جاده خاکی / Jaddeh Khaki), reż. Panah Panahi
- 2022:  Słodkogorzki deszcz (Saudade fez morada aqui dentro), reż. Haroldo Borges
- 2023:  Matczyzna (Kinra), reż. Marco Panatonic
- 2024:  Na krawędzi (Au bord du monde), reż. Sophie Muselle i Guérin van de Vorst